# クセになりそな女たち
『クセになりそな女たち』（クセになりそなおんなたち）は、1987年4月9日から同年7月2日まで、フジテレビ系列の「ナショナル木曜劇場」（当時。毎週木曜日22:00 - 22:54）の枠で放送されたテレビドラマ。全13話。

## 概要
33歳の向井直子は、結婚を機に退職していたが、社会に再びときめくものを求めてレンタルブティック「ファニー」に再就職。ある日、直子は電車の中で神崎静香に「先日、あなたのご主人とセックスしました。慰謝料を払うので別れて欲しい」と言われて驚き、直子は慌てて夫・昭一の会社に駆け込んで昭一を問い質すが、昭一は全く身に覚えが無いという。しかし、それから直子夫婦は静香らに付きまとわれることに…。
再就職でまた新たな一歩を踏み出し、男性たちを翻弄して丁々発止のやり取りを展開する直子を中心に、「ファニー」で再び同僚となったかおると光子、そして静香も絡んでこの世代の異なる4人の女性たちが恋模様を繰り広げ、いい男の条件とはと言ったことなどを見つめ直していくラブコメディ。
静香役には当初三田寛子がキャスティングされていたが、第1話で「セックス」という台詞が言えなかったことから出演を取り下げ、この代わりとして川上麻衣子が起用されている。

## キャスト
- 向井直子：小川知子
33歳。結婚して7年の主婦だったが、かつて勤めていたレンタルブティック「ファニー」に再就職。上田の一存で、支配人の座に就く。
- 向井昭一：伊武雅刀
直子の夫。ペットショップ経営会社に勤務。
- 瀬島かおる：萬田久子
「ファニー」での直子の同僚。上田の一存で店長に就任。
- 古川光子：美保純
「ファニー」での直子の同僚。
- 神崎静香：川上麻衣子
少女漫画家。編集者の木原と共に、直子夫妻に付きまとうことに。
- 木原英太：佐藤B作
静香の担当編集者。
- 陽造：金田龍之介
青森に住む直子の父。第10話で上京して来る。
- 米山課長：長塚京三
- 上田部長：渡辺正行
- 捨吉：石橋蓮司
かおるの叔父で、ヤクザ。北海道出身。酒の肴としてバター飴を好む。
- 高倉：江本孟紀
ファッショナブルなビストロ風屋台のマスター。
- 大田川舞：浅香光代
「ファニー」のオーナー。
- ：綾田俊樹
- ：二階堂千寿
- 古川正治：布施博
光子の夫。
- 啓子：栗田ひとみ
昭一と同じペットショップ経営会社に勤務するOL。
- 飯田マリ：福家美峰
- 光子の息子：野崎和砂（子役）
母・光子と祖母・なつの間でいつも板挟みになっている。
- ：Mr.オクレ
- ：喜多麗子
- ：三川雄三
- ：島田果枝
- ：山口良一
- ：加川功
- ：山出勉
- ：庄司永建
- ：黒田晶子
- ：古屋孝子
- 古川なつ：初井言榮
正治の母で光子の姑。光子とは不仲なことが多い。
- 米山恵美子：浅利香津代
米山の妻。

## スタッフ
- 企画：中村敏夫
- プロデューサー：関口静夫、本田邦宏
- 脚本：矢島正雄 （全話担当）
- 演出：舛田明廣、鈴木恵悟、鎌田敏郎
- 演出補：鎌田敏郎、木村達昭
- 制作主任：佐々木享
- 音楽：木森敏之
- 撮影：大嶋隆
- 技術：佐藤正直
- 照明：根本宏
- 美術：根本研二
- 美術プロデュース：松尾嘉之
- 制作著作：フジテレビ

主題歌
刀根麻理子『マリオネットの夜 -人形芝居-』（作詞：高柳恋、作曲：岡本朗　徳間ジャパン）

## サブタイトル
| 話数 | 放送日        | サブタイトル         | 演出     |
| ---- | ------------- | -------------------- | -------- |
| 1    | 1987年4月9日  | （サブタイトル無し） | 舛田明廣 |
| 2    | 1987年4月16日 | （〃）               | 舛田明廣 |
| 3    | 1987年4月23日 | 愛とチカン!          | 鈴木恵悟 |
| 4    | 1987年4月30日 | 崩壊寸前家族です     | 鈴木恵悟 |
| 5    | 1987年5月7日  | 主婦って淋しいの     | 舛田明廣 |
| 6    | 1987年5月14日 | 夫婦って不便ね!      | 舛田明廣 |
| 7    | 1987年5月21日 | 入れ墨は恐怖印!?     | 鈴木恵悟 |
| 8    | 1987年5月28日 | 男と女の愛ゲーム     | 鈴木恵悟 |
| 9    | 1987年6月4日  | わたし失踪します     | 舛田明廣 |
| 10   | 1987年6月11日 | 恋の予感だらけ!!     | 舛田明廣 |
| 11   | 1987年6月18日 | サッカクした愛!      | 鈴木恵悟 |
| 12   | 1987年6月25日 | 嘘! 夫が記憶喪失     | 鎌田敏郎 |
| 13   | 1987年7月2日  | 再びプロポーズ       | 舛田明廣 |